# Хосе Марія Пандо
Хосе Марія Пандо-і-Ремірес де Ларедо (ісп. José María Pando y Remírez de Laredo; 28 березня 1787 — 23 листопада 1840) — перуансько-іспанський письменник, дипломат і політик, очолював уряд Іспанії від травня до серпня 1823 року. Також обіймав посади міністра економіки та фінансів і міністра закордонних справ Перу.